# Edward Eliscu
Edward Eliscu (* 2. April 1902 in New York City; † 18. Juni 1998 in Newtown, Connecticut) war ein US-amerikanischer Schauspieler, Drehbuchautor und Songschreiber.

## Leben
Nach seinem Bachelor-Abschluss am City College of New York zog es Edward Eliscu an den Broadway, wo er ab 1924 als Schauspieler auftrat. Ende der 1920er Jahre begann er dort auch als Liedtexter zu arbeiten. Zusammen mit dem Komponisten Vincent Youmans und dem Liedtexter Billy Rose schrieb er das Musical Great Day, das 1929 nur knapp einen Monat am Broadway lief, aus dem jedoch die Songs More Than You Know, Without a Song und Great Day zu Standards avancierten und später mehrfach in Filmen Verwendung fanden, so z. B. in Funny Lady (1975) mit Barbra Streisand oder in Die fabelhaften Baker Boys (1989). Für Broadway-Shows wie The Third Little Show schrieb er auch Sketche. 
Von RKO Pictures nach Hollywood berufen, schrieb er zusammen mit Youmans und Gus Kahn 1933 die Songs für das Filmmusical Carioca, in dem Fred Astaire und Ginger Rogers ihren ersten gemeinsamen Leinwandauftritt hatten. Für einen dieser Songs, den Titelsong Carioca, wurden Eliscu, Youmans und Kahn für den Oscar in der Kategorie Bester Song nominiert. Bei 20th Century Fox war Eliscu anschließend als Szenarist und Songschreiber für eine Reihe von Filmen mit Kinderstar Jane Withers zuständig, so etwa für das kleine Filmmusical Paddy O’Day, in dem Rita Hayworth neben Withers eine ihrer ersten Rollen spielte. In den 1940er Jahren wechselte Eliscu zu Columbia Pictures und schrieb dort Drehbücher für Musicals und Komödien.
In den 1950er Jahren wurde er wegen seiner politischen Ansichten auf die schwarze Liste des Komitees für unamerikanische Umtriebe gesetzt, arbeitete jedoch weiterhin für das Theater und schließlich auch für das US-amerikanische Fernsehen. Von 1968 bis 1973 war er Präsident der American Guild of Authors & Composers. 1975 wurde er in die Songwriters Hall of Fame aufgenommen. Mit seiner Ehefrau, der Tanzpädagogin und Malerin Stella Bloch, mit der er bis zu seinem Tod verheiratet war, hatte er die Söhne David und Peter. Er starb 1998 im Alter von 96 Jahren in seinem Haus in Newtown, Connecticut.

## Filmografie (Auswahl)
Filmsongs
- 1930: Whoopee!

- I’ll Still Belong to You

- 1933: Flying Down to Rio

- Music Makes Me
- Carioca
- Orchids in the Moonlight
- Flying Down to Rio

- 1935: Paddy O’Day

- I Like a Balalaika
- Keep That Twinkle in Your Eye

- 1943: Immer mehr, immer fröhlicher (The More the Merrier)

- The Torpedo Song

- 1975: Funny Lady

- More Than You Know
- (It’s Gonna Be a) Great Day

Drehbuch
- 1935: Paddy O’Day
- 1941: Sis Hopkins
- 1943: Something to Shout About
- 1945: The Gay Senorita
- 1949: Alice im Wunderland (Alice au pays des Merveilles)
- 1950: Three Husbands

## Weitere Songs
- Happy Because I’m in Love
- Ankle Up the Altar
- Meet the People
- A Fellow and a Girl
- You Forgot Your Gloves
- They Cut Down the Old Pine Tree
- Without a Song

## Auszeichnungen
- 1938: Oscar-Nominierung in der Kategorie Bester Song zusammen mit Vincent Youmans und Gus Kahn für Carioca aus dem Film Flying Down to Rio